# Villanueva de San Juan (kommun)
Villanueva de San Juan är en kommun i Spanien.   Den ligger i provinsen Provincia de Sevilla och regionen Andalusien, i den södra delen av landet, 400 km söder om huvudstaden Madrid. Antalet invånare är 1 323.